# Дюкс, Фрэнк (продюсер)
Фрэнк Дюкс (англ. Frank Dukes, Adam King Feeney) — канадский музыкальный продюсер и композитор, автор песен. Автор нескольких хитов № 1 в США, таких как «Havana», «Circles» и «Sucker». Лауреат Latin Grammy Awards и номинант премии Грэмми.

## Биография
Родился 12 сентября 1983 года в Торонто (Онтарио, Канада) .
Он также писал песни и продюсировал для таких музыкантов как Тейлор Свифт, Камила Кабельо, Post Malone, Jonas Brothers, Трэвис Скотт, Фьючер, Young Thug, Drake, Kanye West, The Weeknd, Rosalía. Лауреат Latin Grammy Award и номинант Grammy Award for Album of the Year за продюсирование альбома Views (Drake).

## Дискография
- См. также Категория:Песни, спродюсированные Фрэнком Дюксом и Категория:Песни, написанные Фрэнком Дюксом

Дискография Фрэнка Дюкса включает десятки альбомов и синглов, в том числе, он автор таких хитов как «Havana», «Circles», «Sucker», «Wow», «Never Be the Same», «Green Light» и многих других.

## Награды и номинации
| Год  | Награда             | Категория          | Работа                   | Результат | Ссылка |
| ---- | ------------------- | ------------------ | ------------------------ | --------- | ------ |
| 2017 | Grammy Awards       | Album of the Year  | Views (как продюсер)     | Номинация | [ 7 ]  |
| 2019 | Latin Grammy Awards | Best Urban Song    | «Con Altura» (как автор) | Победа    | [ 8 ]  |
| 2020 | Latin Grammy Awards | Best Pop/Rock Song | «Dolerme» (как автор)    | Номинация | [ 9 ]  |